# 小郡市陸上競技場
小郡市陸上競技場（おごおりしりくじょうきょうぎじょう）は、福岡県小郡市大保444番地の小郡市運動公園内にある陸上競技場。

## 概要
小郡市陸上競技場は、小郡市運動公園内にある。テニスコートや多目的広場、また道路を挟み小郡市野球場と隣接する。
都心部と離れた所にありながら日本陸連2種公認の全天候型陸上競技場であり、サッカーや陸上競技を含む多くの団体が利用している。佐賀県鳥栖市をホームタウンとする鳥栖フューチャーズ→サガン鳥栖も、距離が近いため、1994年からJFLの試合や練習で使用していた。

## 交通・アクセス
- 公共交通機関での来場は西鉄大保駅で下車。東へ徒歩15分（特急・急行は停車しないので注意）。
- 高速道路を利用の場合は、筑後小郡インターをおりて、干潟公差点より左折。
- 国道3号線より来場の場合は、鳥栖市姫方交差点より、国道500号線に入り、甘木方面へ直進。

小郡市役所前を経由して、小郡郵便局前交差点を左折。